# 노 롬
겐돌린 롬 비레이 고메즈(영어: Guendoline Rome Viray Gomez, 1997년 8월 30일 ~ )는 런던에서 활동하는 필리핀인 음악가로, 활동명인 노 롬(영어: No Rome)이라는 이름으로 잘 알려져 있으며, 아이세이하이유세이(ISAYHIYOUSAY), 제임스 페라리(James Ferrari), 롬 앤 더 캐츠(Rome and the Cats), 틴에이저스 다이 프롬 드라마(Teenagers Die From Drama) 등의 이름으로도 활동하였다. 1997년 8월 30일 필리핀의 케손시티에서 태어났으며, 이후 영국으로 건너와 음악 활동을 시작하였다. 칠웨이브, R&B, 신스팝, 베드룸 팝, 인디트로니카 등의 장르의 음악을 한다.
가끔씩 컬래버레이션을 한 잉글랜드의 록 밴드 The 1975가 몸을 담고 있는 더티 히트와 계약을 하였다. 2021년에는, The 1975와 더 많은 협업을 할 예정이며, 찰리 XCX의 노래에도 참여하였다고 밝혔다.

## 디스코그래피

### EP
- Fantasy (2013)
- Hurry Home & Rest (2015)
- RIP Indo Hisashi (2018)
- Crying in the Prettiest Places (2019)

### 싱글
- "Dance with Me" (2013)
- "Blue Jeans" (2017)
- "Do It Again" (2018)
- "Seventeen" (2018)
- "Saint Laurent" (2018)
- "Narcissist" (ft. The 1975) (2018)
- "Cashmoney" (2019)
- "Pink" (2019)
- "Talk Nice" (2019)
- “Trust3000” (ft. Dijon) (2019)
- "Hurry Home" (ft. 비바두비 & 제이 썸) (2020)
- "1:45AM" (ft. 베어페이스) (2020)